# هشام أبو سليمان
هشام أبو سليمان هو ممثل وممثل صوت لبناني.

## فيلموغرافيا

### أدوار الدبلجة
- ثانوية الاستخبارات
- يوسف الصديق - نيمي سابو
- شلة دراك - فرانكي

## روابط خارجية
- هشام أبو سليمان على موقع IMDb (الإنجليزية)
- هشام أبو سليمان على موقع قاعدة بيانات الفيلم (الإنجليزية)